# 双日ロジスティクス
双日ロジスティクス株式会社（そうじつロジスティクス、英: Sojitz Logistics Corporation）は、東京都千代田区に本社を置く、双日グループの総合物流企業である。

## 概要
1986年10月1日、日商岩井の完全子会社として、航空案件とNVOCC業務を行う目的で前身のエヌアイトランスポートが設立される。その後、1987年9月にニチメンの完全子会社としてニチメンロジスティクスが設立され、2004年4月1日に双日ロジスティクスに社名変更される。2017年には、重量物や精密機器の輸送・梱包への実績と経験を強みに、JAXAから日本実験棟の「きぼう」への給運用の請負業務を受注した。

## 沿革
- 1986年10月 - 東京都港区赤坂にエヌアイトランスポート株式会社設立
- 1987年9月 - 東京都港区芝に株式会社ニチメンロジスティクス設立
- 1990年4月 - 日商岩井トレードサービス株式会社設立
- 1997年4月 - エヌアイトランスポート株式会社と日商岩井トレードサービス株式会社が合併し、エヌアイロジスティクス株式会社設立
- 2000年10月 - 日商岩井株式会社の物流事業部を統合、完全分社化
- 2001年
  - 10月 - エヌエスシーロジスティクス株式会社を吸収合併
  - 10月 - 日商岩井ロジスティクス株式会社に社名変更
- 2003年8月 - ニチメンロジスティクスとの統合によりニチメン・日商岩井ロジスティクス株式会社発足
- 2004年4月 - 双日ロジスティクス株式会社に社名変更
- 2008年7月 - 日協運輸倉庫株式会社を統合
- 2015年11月 - AEO認定通関業の許認可取得[4]

## 主な関係会社

### 海外
- Sojitz Logistics Vietnam Co., Ltd.[5] - ベトナム
- Maruzen Logistics Mexico, S.A. de C.V.[6] - メキシコ